# Russula aeruginea

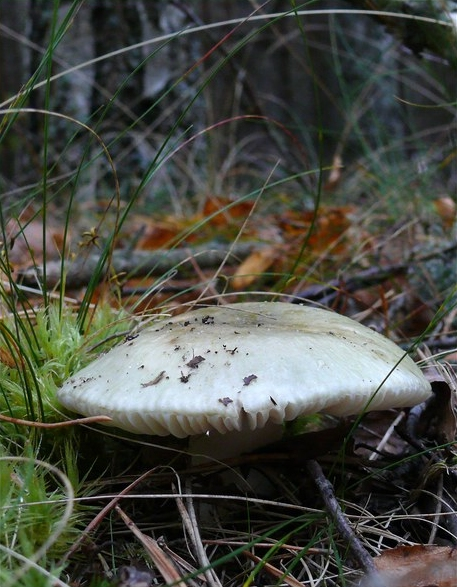
Exemplar de Belarús

Russula aeruginea és una espècie de fong de l'ordre dels russulals (Russulales), família de les russulàcies. És tòxic en cru i esdevé comestible un cop cuinat.

## Descripció
- És força carnós.
- El barret fa de 6 a 9 cm de diàmetre.
- Superfície brillant en el jove, eixuta en l'adult, verd grisenc empal·lidint a tons crema o bruns en el centre. No hi ha mai coloracions violetes.
- En bolets adults, la superfície acostuma a estar tacada de rovell.
- Cutícula separable.
- Làmines crema pàl·lid, en joves de gust coent, es taquen de bru.
- Cama blanca, de 6-9 cm de llarg, que tendeix a tacar-se de bru.
- Carn compacta, blanca, que embruneix al tall, inodora.
- Esporada de color crema.
- Reacció de la carn al sulfat de ferro: canvia en rosa ataronjat.
- Gust dolç i sense olor.[2][3][4][5][6]

## Reproducció
Fructifica a l'estiu i la tardor.

## Hàbitat
A prop de bedolls i coníferes, i sobretot en terrenys silícics.

## Distribució geogràfica
Es troba a Europa i Nord-amèrica.

## Comestibilitat
És tòxic en cru i esdevé comestible un cop cuinat, però sense massa interés culinari.